# Orsanmichele
Orsanmichele – florencki kościół San Michele in Orto znajduje się w dolnej części budowli służącej początkowo jako miejsce handlu zbożem. Pierwszą loggię zaprojektowaną przez Arnolfo di Cambio zbudowano w 1250 r. Po zniszczeniu przez pożar w 1304 została odbudowana w 1337 według projektu Francesca Talentiego, Neriego di Fioravante i Neriego di Cione. Dolna część budowli to arkadowa loggia, którą dwukrotnie (w 1380 i 1404) przebudowywano na kościół. Część górna to dwukondygnacyjny budynek, którego wnętrze oświetlają duże, dwudzielne arkadowe okna.

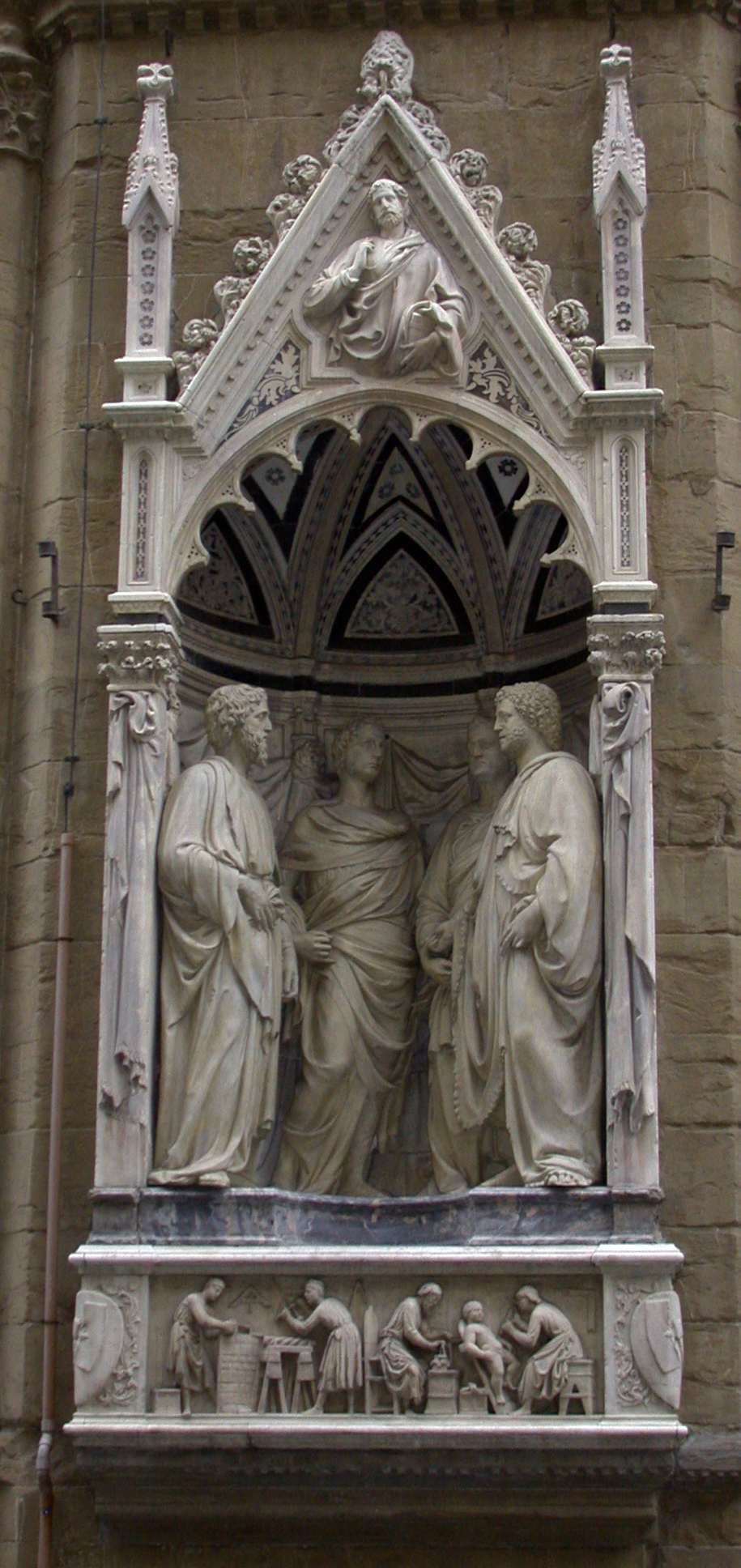
Czterech koronowanych świętych Naniego di Banco

Na zewnętrznych ścianach kościoła, pomiędzy łukami arkad zamkniętych triforiami, rozmieszczono nisze z posągami, fundowanymi przez poszczególne gildie rzemieślnicze, a wykonanymi przez takich twórców jak:
- Lorenzo Ghiberti – św. Jan Chrzciciel, św. Mateusz, (rzeźby z lat 1414–1416)
- Andrea del Verrocchio – św. Tomasz (1464–1483)
- Donatello – św. Jerzy, św. Piotr, św. Marek (1416)
- Nanni di Banco – Czterech koronowanych świętych (1408)

W dwunawowym wnętrzu uwagę zwraca ołtarz z gotyckim tabernakulum Orcagny, wykonanym w latach 1353–1359 z obrazem Madonny z Dzieciątkiem, namalowanym przez Bernardo Daddi w 1352.